# Helgi Hallvarðsson
Helgi Hallvarðsson (* 12. Juni 1931 in Reykjavík; † 15. März 2008 ebenda) war ein Seekapitän der Isländischen Küstenwache.
Er war der Sohn eines Ingenieurs und einer Hausfrau aus Skógarströnd (heute Gemeinde Dalabyggð). Er diente auf allen Schiffen und Flugzeugen der isländischen Küstenwache, von 1956 bis 1963 als Maat und von 1964 bis 1990 als Kapitän. Helgi Hallvarðsson war oft an vorderster Front, als die ausschließliche Wirtschaftszone (bekannt auch unter dem Namen 200-Meilen-Zone) auf 12, 50 und 200 Seemeilen erweitert wurde.
Er verfasste Artikel für die Zeitungen Morgunblaðið und Sjómannablaðið Víking.
Helgi Hallvarðsson wurde 1976 mit dem Ritterkreuz des Falkenordens für seine Beteiligung an den Kabeljaukriegen ausgezeichnet.